# マンダレー・セントラル駅
マンダレー・セントラル駅（マンダレーセントラルえき、英: Mandalay Central Railway Station、緬: မန္တလေး ဘူတာကြီး）は、ミャンマー連邦共和国マンダレー管区マンダレー市の商業地区にあるミャンマー鉄道の駅であり、ミャンマー最大の駅の一つである。

## 概要
当駅は、5,031km (3,126mi)にもおよぶ国営鉄道網への玄関口となるミャンマー北部にある駅である。
ヤンゴンからの主路線であるヤンゴン-マンダレー鉄道の終点となっており、ピン・ウー・ルウィン (Maymyo)、ラーショー、モンユワ、Pakokku、Kalay、Gangaw方面への支線の起点でもあり、当駅よりShwebo、Kawlin、Naba、Kanbalu、Mohnyin、Hopin、モガウンおよびミッチーナーなどの北部へ行くことができる。
当駅のさらに南側には旧駅がある。

## 歴史
- 1889年 - タウングー駅 - 当駅間延伸開業により開業。
- 時期不詳 - 当駅を北側へ移転。

## 駅構造
当駅は、駅舎が最近建設された7階建ての総合ビルとなっている地上駅であり、ビルの一部がホテルとなっている。

## 駅周辺
マンダレー市街地の中心部に位置し、北側にはマンダレー王宮があり、東側にはマンダレー総合病院がある。西側にはエーヤワディー川が南北に流れている。
- バトゥー・メモリアル・スタジアム
- マンダレー大学
- マンダレー・チャンミャサジ空港

## 隣の駅
ミャンマー鉄道
ヤンゴン-マンダレー鉄道
Shanzu駅 - マンダレー・セントラル駅